# Zenodorus pusillus
Zenodorus pusillus là một loài nhện trong họ Salticidae.
Loài này thuộc chi Zenodorus. Zenodorus pusillus được Embrik Strand miêu tả năm 1913.